# Bracon phyllocnistidis
Bracon phyllocnistidis är en stekelart som först beskrevs av Muesebeck 1933.  Bracon phyllocnistidis ingår i släktet Bracon och familjen bracksteklar. Inga underarter finns listade.